# Khổng miếu, Khúc Phụ
Khổng miếu Khúc Phụ (giản thể: 曲阜孔庙; phồn thể: 曲阜孔廟; Hán-Việt: Khúc Phụ Khổng miếu; bính âm: Qū Fù Kǒng miào) là Văn miếu lâu đời nhất cũng như lớn nhất trên thế giới. Ngôi miếu tọa lạc tại Khúc Phụ, Sơn Đông, Trung Quốc.
Từ năm 1994, ngôi miếu với tư cách là một phần của quần thể "Khổng miếu, Khổng lâm và Khổng phủ tại Khúc Phụ" đã được UNESCO công nhận là Di sản thế giới. Ba địa điểm này được biết đến ở Khúc Phụ với tên gọi chung là Tam Khổng (三孔).

## Lịch sử

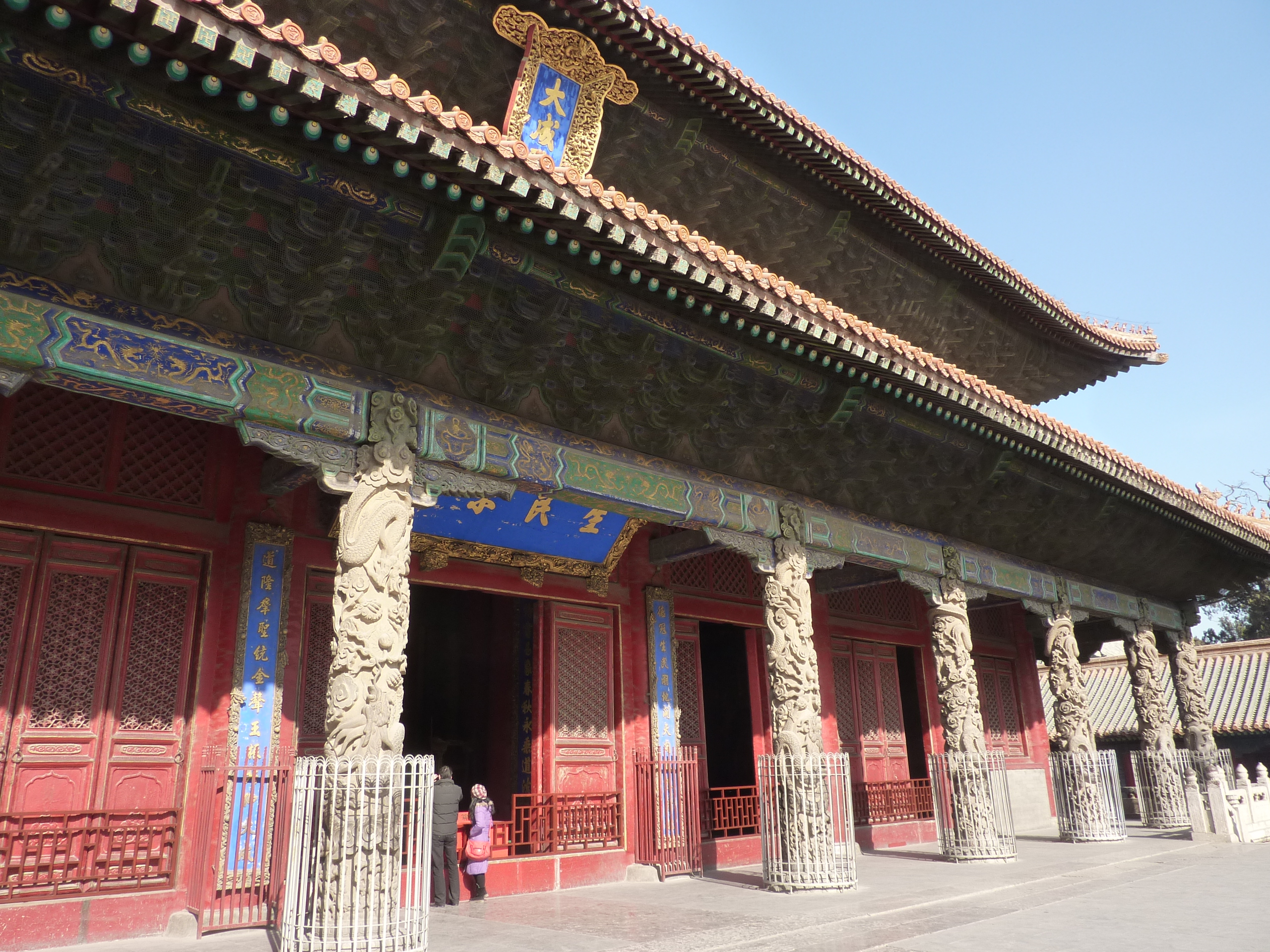
Mặt trước của Đại Thành điện.

Hai năm sau khi Khổng Tử qua đời, ngôi nhà cũ của ông ở Khúc Phụ đã được hoàng tử của nước Lỗ đặt làm nhà thờ. Vào năm 205 TCN, hoàng đế Hán Cao Tổ là người đầu tiên dâng lễ tại miếu thờ Khổng Tử ở Khúc Phụ để các hoàng đế và quan lại làm theo. Về sau, các hoàng đế sẽ đến thăm miếu Khổng Tử tại Khúc Phụ khi họ đăng cơ hoặc trong những dịp quan trọng như kết thúc chiến tranh. Tổng cộng đã có 12 vị vua với 20 lần ghé thăm riêng tới Khúc Phụ. Ngoài ra, 100 hoàng đế khác cũng gửi đại diện thông quan 196 lần viếng thăm khác. Căn nhà ba gian ban đầu của Khổng Tử được di rời khỏi khu vực miếu thờ trong quá trình xây dựng lại vào năm 611. Năm 1012 và 1094, dưới thời nhà Tống, ngôi miếu được mở rộng thành một quần thể thống nhất với ba phần và bốn sân, trong đó khu vực cuối cùng có hơn 400 căn phòng được bố trí. Ngôi miếu bị phá hủy trong cuộc hỏa hoạn năm 1214 dưới triều đại Nhà Kim sau đó được phục hồi nguyên trạng vào năm 1302 dưới thời nhà Nguyên. Đến năm 1331, một bức tường bao quanh ngôi miếu đã được xây dựng mang mô hình của một cung điện Hoàng gia.
Sau một trận tàn phá khác vào năm 1499, ngôi miếu đã được phục hồi và giữ nguyên trạng cho đến ngày nay. Năm 1724, một vụ cháy đã phá hủy đại sảnh chính cùng nhiều tác phẩm điêu khắc. Việc khôi phục hoàn thành vào năm 1730. Nhiều tác phẩm điêu khắc bị hủy hoại trong Cách mạng Văn hóa năm 1966 đã được thay thế. Tổng cộng miếu thờ đã trải qua 15 cuộc cải tạo lớn, 31 lần sửa chữa lớn và rất nhiều những lần xây dựng nhỏ.
Miếu thờ Khổng Tử chính được xây dựng tại Cù Châu bởi nhánh của gia tộc họ Khổng sinh sống ở phía nam.

## Mô tả
Quần thể là một trong những đền đài lớn nhất tại Trung Quốc. Nó có diện tích lên tới 16.000 mét vuông bao gồm 460 phòng. Bởi vì thiết kế lại gần đây nhất là sau đám cháy 1499, ngay sau khi Tử Cấm Thành được xây dựng dưới thời nhà Minh nên kiến trúc của ngôi miếu giống với Tử Cấm Thành theo nhiều phương diện.
Phần chính của ngôi miếu gồm 9 sân được bố trí theo trục bắc nam dài 1,3 km. Ba sân đầu tiên có cửa nhỏ và được trồng cây thông cao. Cổng đầu tiên ở phía nam được gọi là Linh Tinh môn (棂星门). Các tòa nhà bao quanh các sân tạo thành trung tâm của quần thể. Đây là cấu trúc ấn tượng với ngói màu vàng (được dành riêng cho Hoàng đế) và các bức tường sơn đỏ. Bao quanh là những cây thông xanh tạo ra sự tương phản mạnh mẽ.
Các cấu trúc chính của ngôi miếu gồm:
- Linh Tinh môn (棂星门)
- Thánh Thời môn (圣时门)
- Hoằng Đạo môn (弘道门)
- Đại Trung môn (大中门)
- Thập Tam bi đình (十三碑亭)
- Đại Thành môn (大成门)
- Khuê Văn Các (xây dựng năm 1018, trùng tu năm 1504 và 1985)
- Hạnh Đàn (đàn cúng tế với nền mai rùa)
- Lưỡng Vũ
- Đại Thành điện (大成殿, được xây dựng dưới thời nhà Thanh)
- Tẩm điện (寝殿)

Trong đó, Đại Thành điện là trung tâm của quần thể. Nó có diện tích 54*34 mét với nền đế cao 32 mét. Được hỗ trợ bởi 28 cột trụ bằng đá địa phương được trạm khắc và trang trí vô cùng phong phú cao 6 mét và đường kính 0,8 mét. Trong số đó, 10 cột trụ ở phía trước được trang trí bằng hình rồng cuộn. Đây là nơi thờ cúng chính để tưởng nhớ tới Khổng Tử và được cho là một trong những nơi đẹp nhất của ngôi miếu.

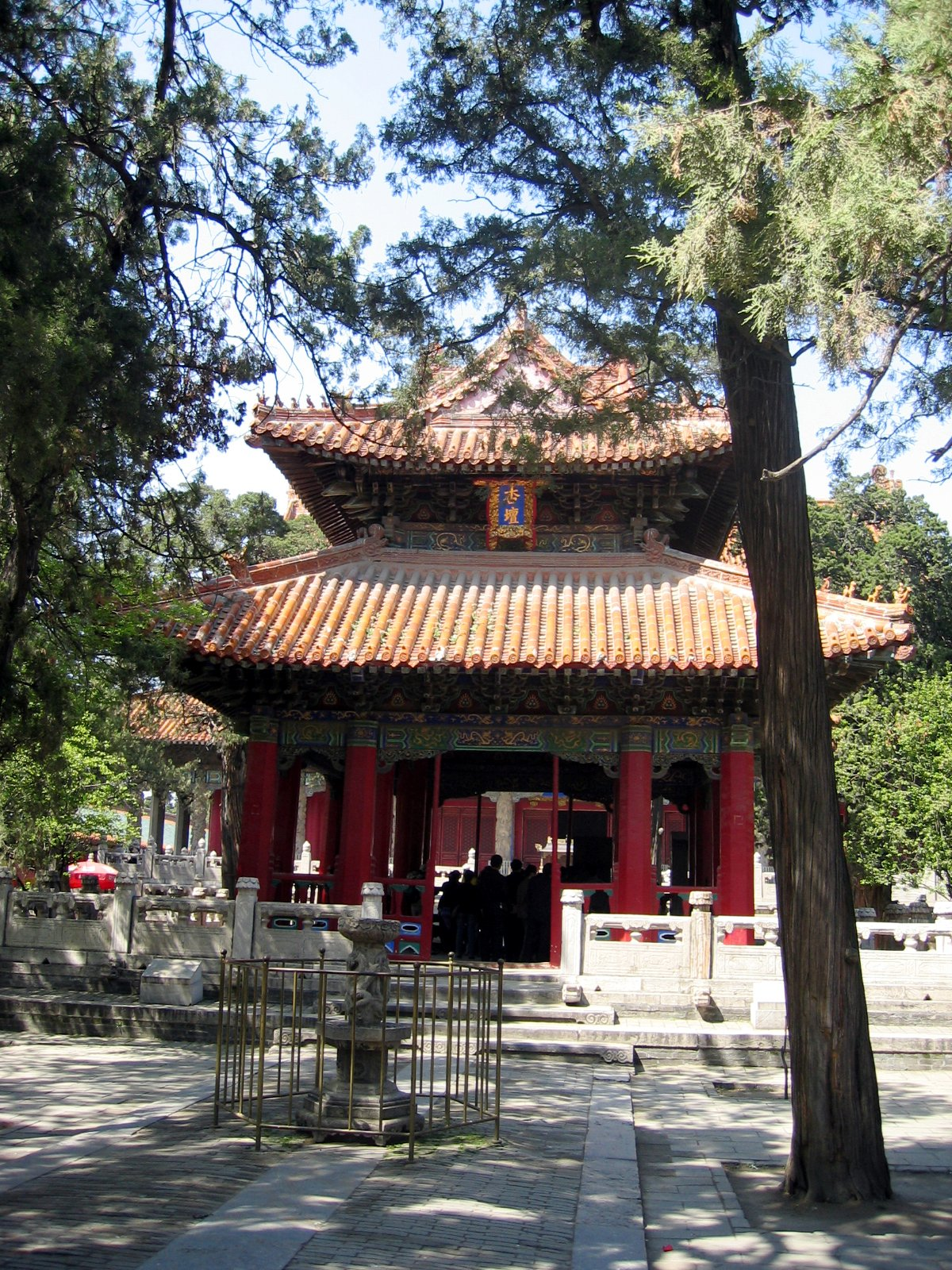
Hạnh Đàn.

Ở trung tâm sân trước của Đại Thành điện là Hạnh đàn (杏坛). Nó được xây dựng nhằm tưởng nhớ việc Khổng Tử đã dạy các học trò của mình dưới một cây mơ. Mỗi năm tại Khúc Phụ và nhiều miếu thờ Nho giáo khác, một buổi lễ trang trọng được tổ chức vào ngày 28 tháng 9 để kỷ niệm ngày sinh của Khổng Tử.
Một số lượng lớn các bia đá nằm trong khuôn viên của ngôi miếu. Một cuốn sách về Nho học thì tại ngôi miếu có 500 bia đá và tượng đài. Trên các bia đá chứa các văn bản ngợi ca Khổng Tử cùng các sắc lệnh của Hoàng đế ban danh hiệu danh dự cho ông. Mặc dù hầu hết đều liên quan đến Khổng Tử nhưng một số đã được chuyển tới các ngôi miếu khác ở Khúc Phụ để lưu giữ. Các chữ khắc trên bia đá chủ yếu là tiếng Hán nhưng một số có niên đại dưới thời nhà Nguyên và Thanh sử dụng tiếng Trung Mông Cổ và tiếng Mãn. Các bia đá quan trọng nhất tập trung tại khu vực gọi là Thập Tam bi đình (十三碑亭) bao gồm 13 bia đá sắp xếp thành hai hàng trong một khoảng sân hẹp giữa một sảnh nhỏ và Đại Thành môn.
Hàng bia rùa phía bắc bao gồm 5 sảnh nhỏ, mỗi sảnh là một bia đá lớn được mang bởi một con rùa đá khổng lồ. Chúng được đặt dưới thời trị vì của các hoàng đế Khang Hy, Ung Chính, Càn Long của Nhà Thanh (từ năm 1683-1748). Những bia đá này có chiều cao từ 3,8 đến 4 mét đặt trên những con rùa dài đến 4,8 mét và tổng cộng chúng nặng đến 65 tấn. Dãy phía nam bao gồm 8 sảnh nhỏ, mỗi sảnh có một vài bia đá nhỏ hơn. Bốn trong số chúng có niên đại từ thời nhà Kim và Mông Nguyên trong khi những cái còn lại có từ thời nhà Thanh. Ngoài ra cũng có một số bia đá nhỏ hơn không có đế đá nằm ở xung quanh Thập Tam bi đình.

## Hình ảnh

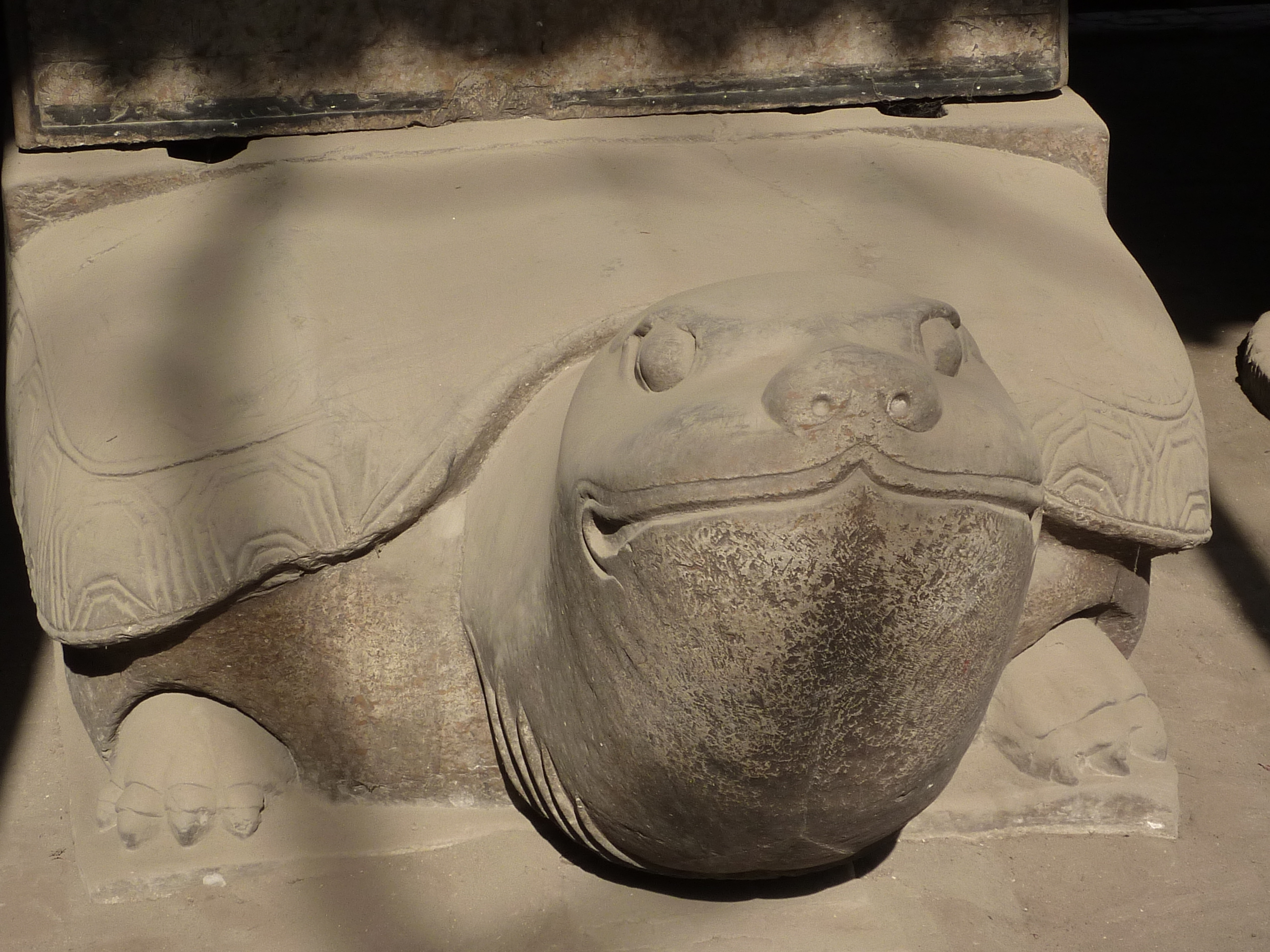
Tống Thái Tông năm thứ 8 (983)
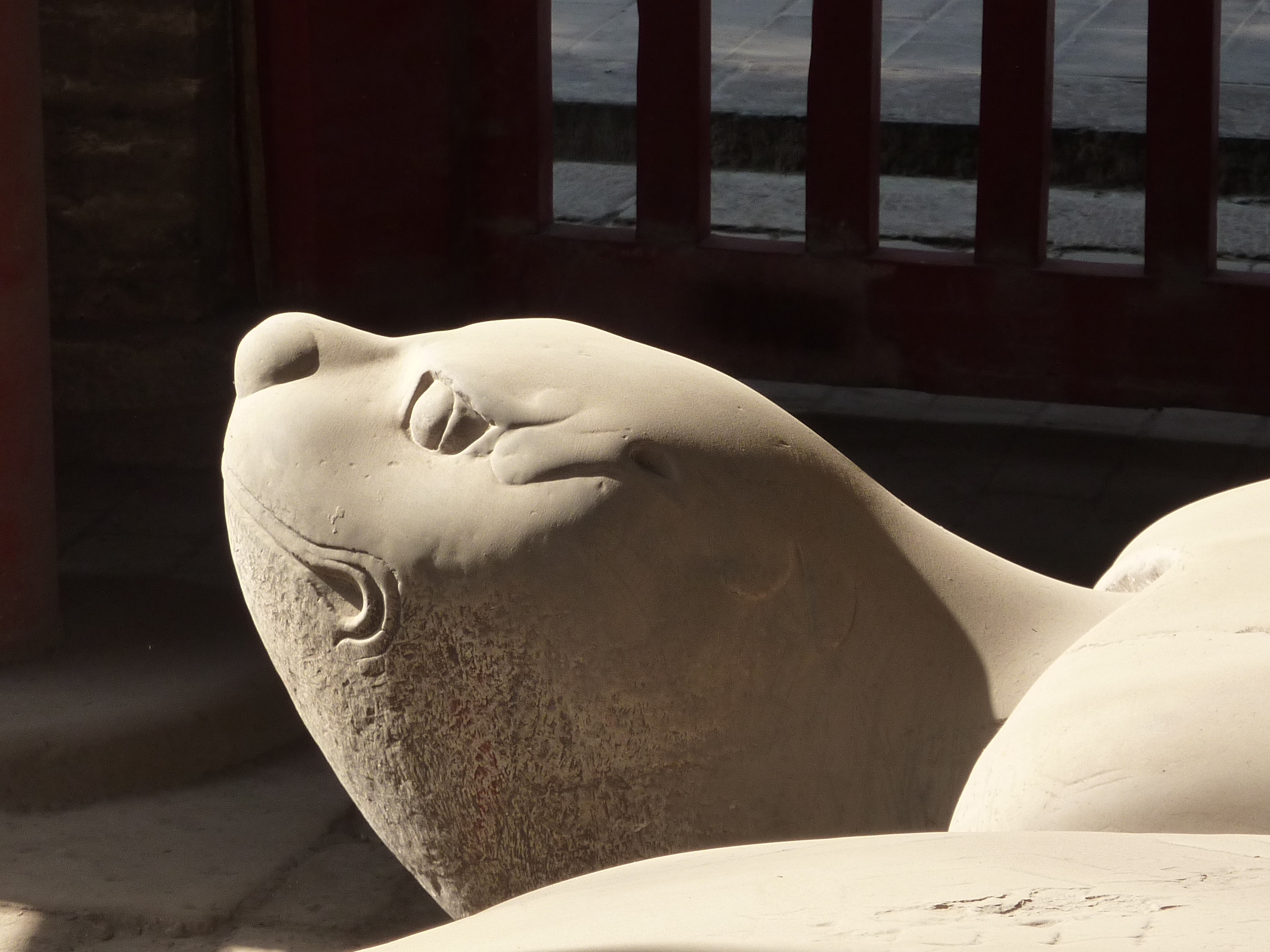
Kim Chương Tông năm thứ 8 (1197)
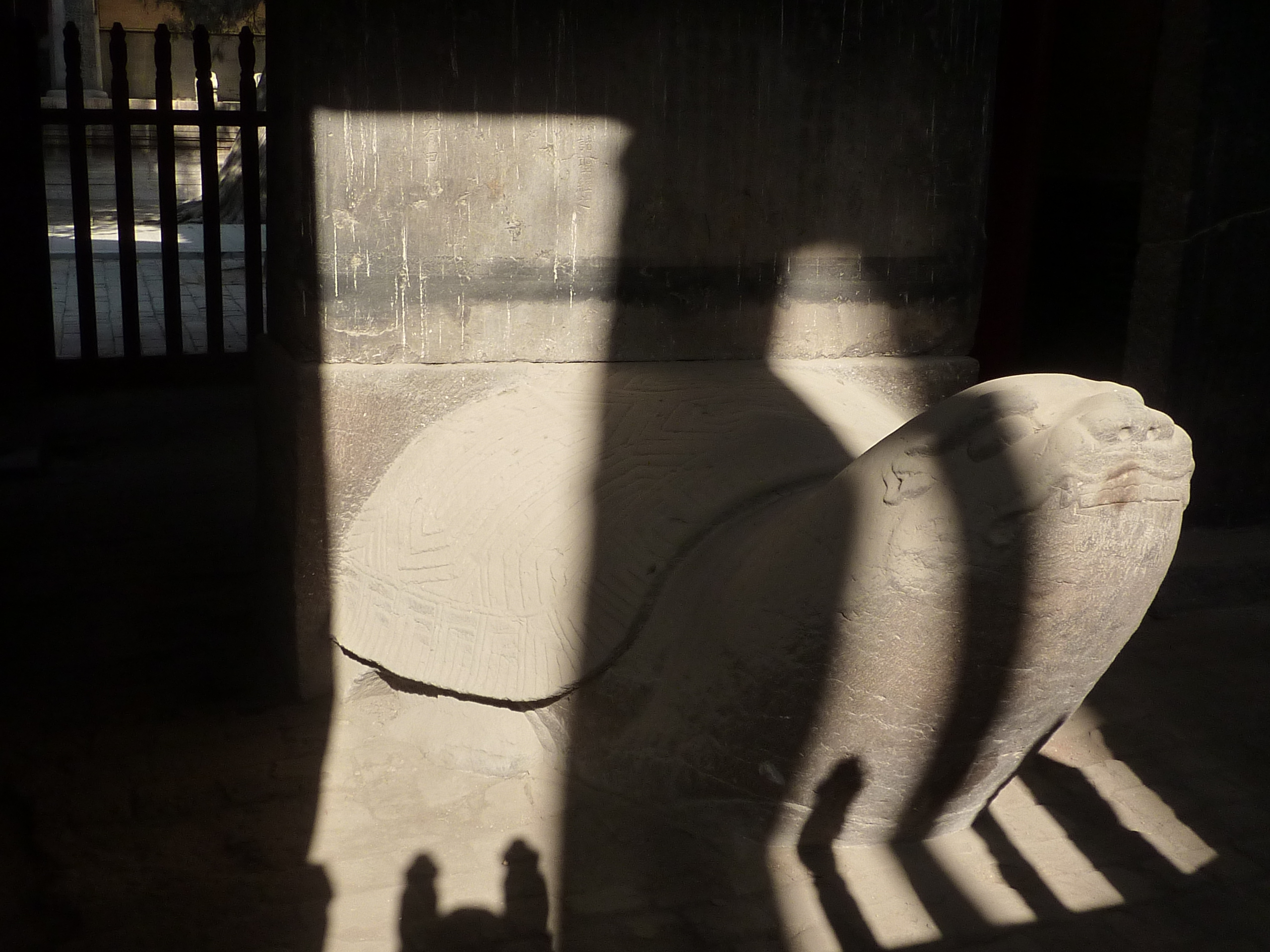
Nguyên Thành Tông 5 (1301)
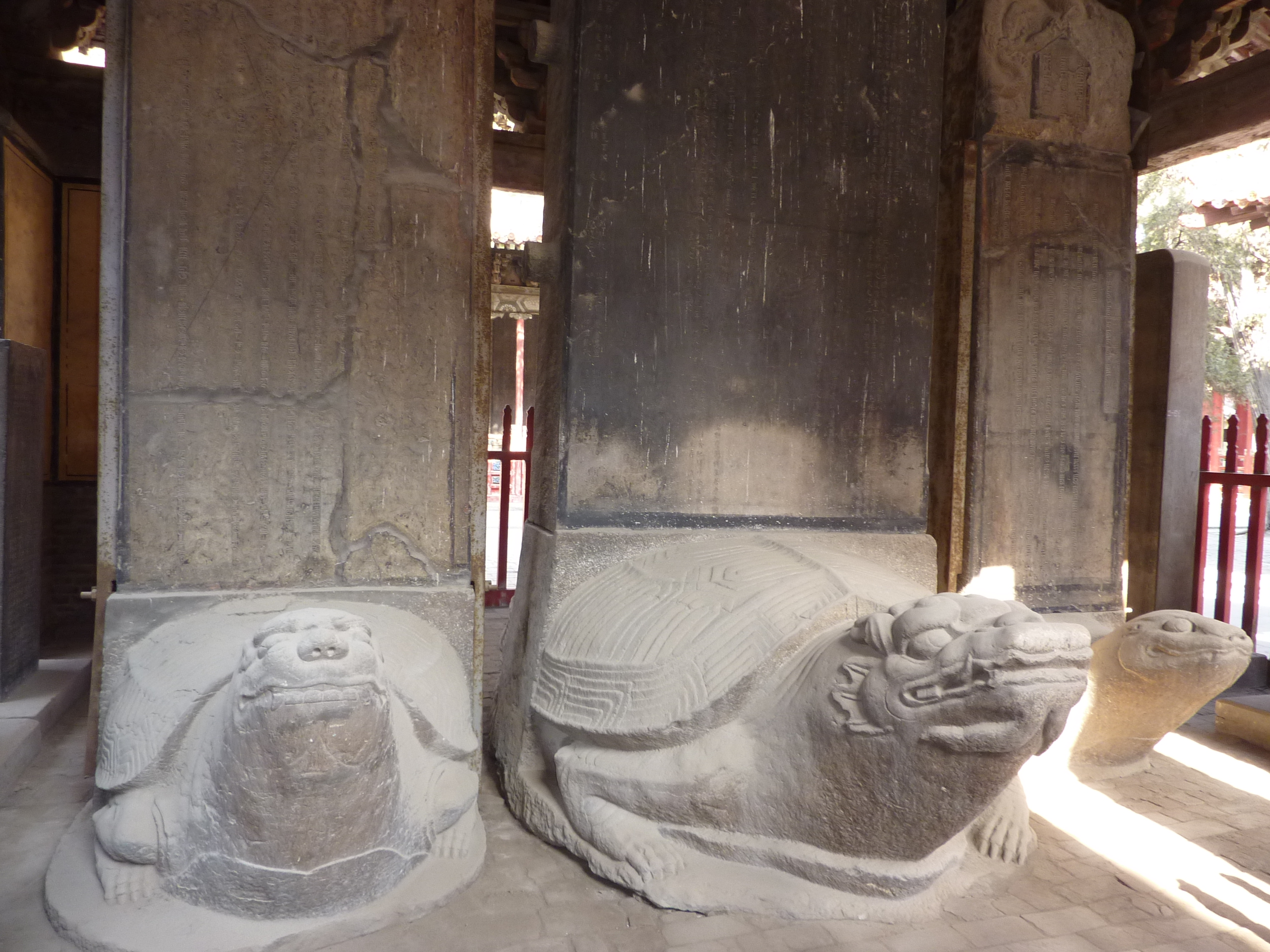
Thời kỳ Nguyên Thành Tông (1297-1307) (trái);  Nguyên Thành Tông năm thứ 11 (1307) (phải); Nguyên Huệ Tông năm thứ 5 (1339) (chính giữa)
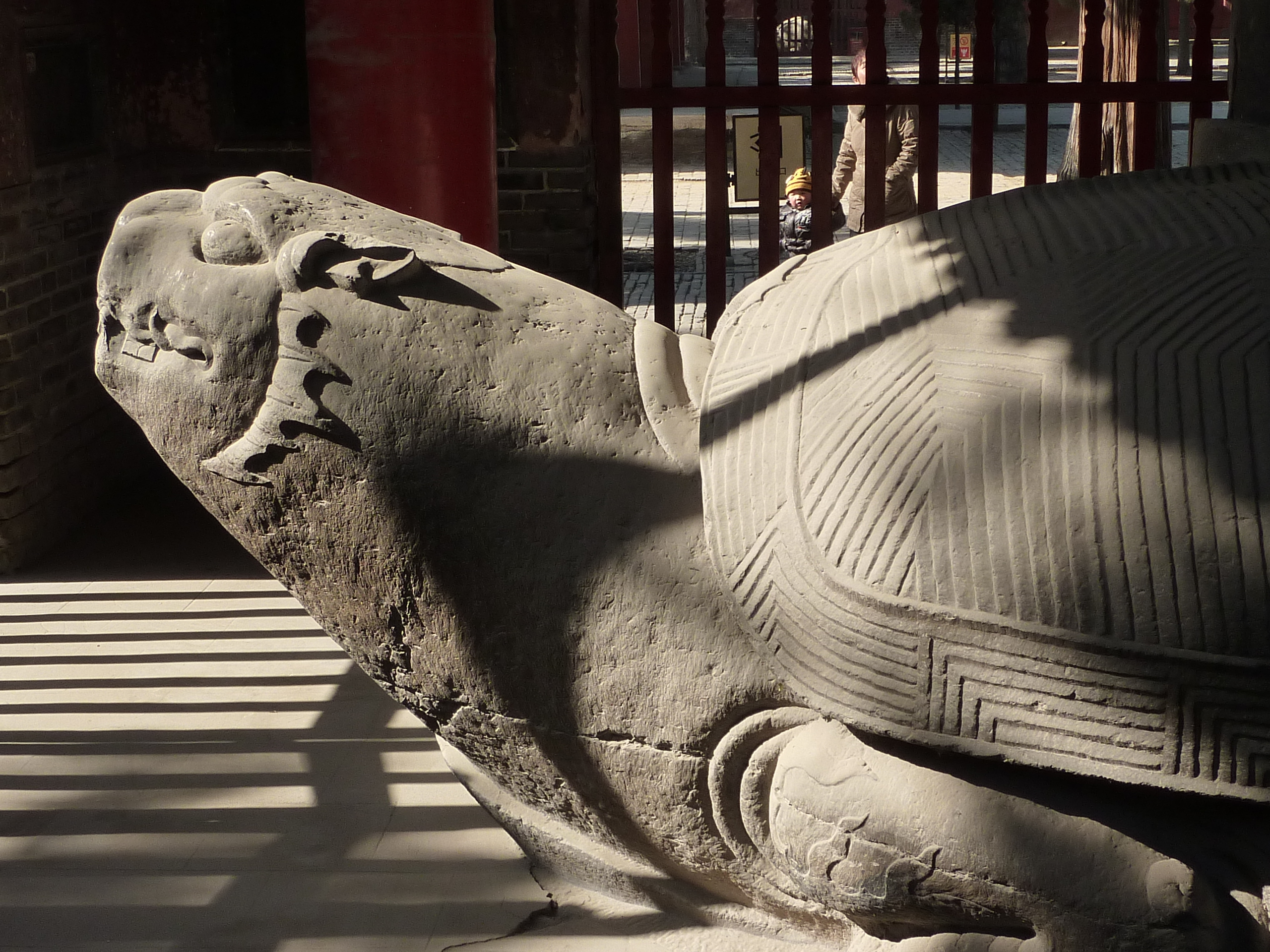
Minh Thái Tổ năm thứ 4 (1371)
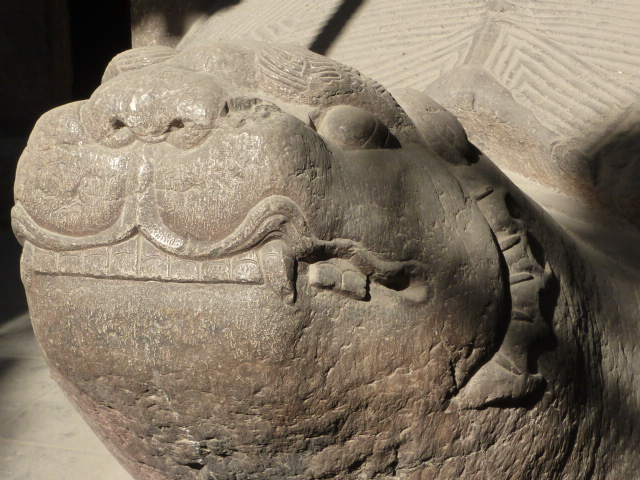
Vĩnh Lạc năm thứ 15 (1417)
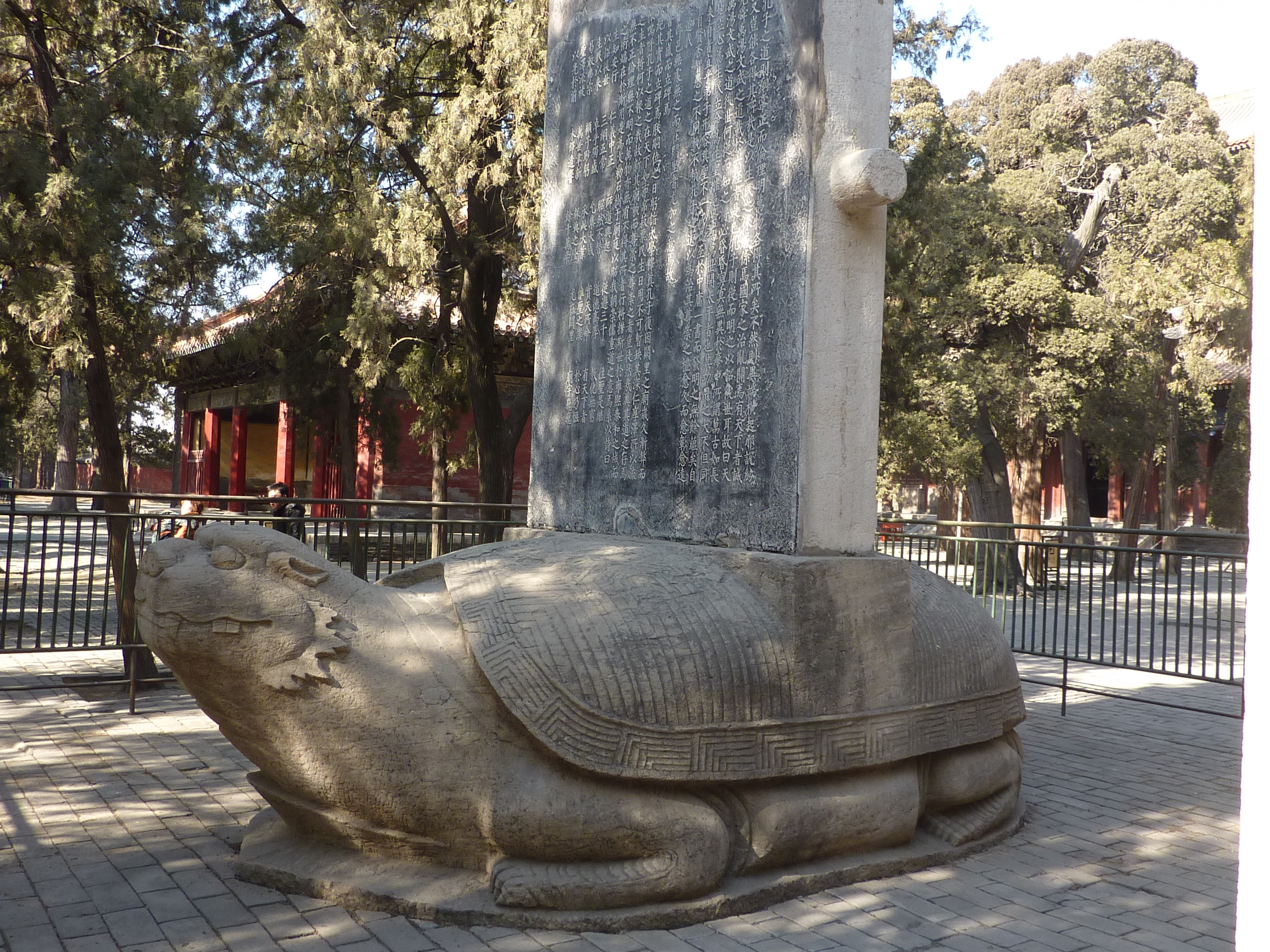
Minh Hiến Tông năm thứ 4 (1468)
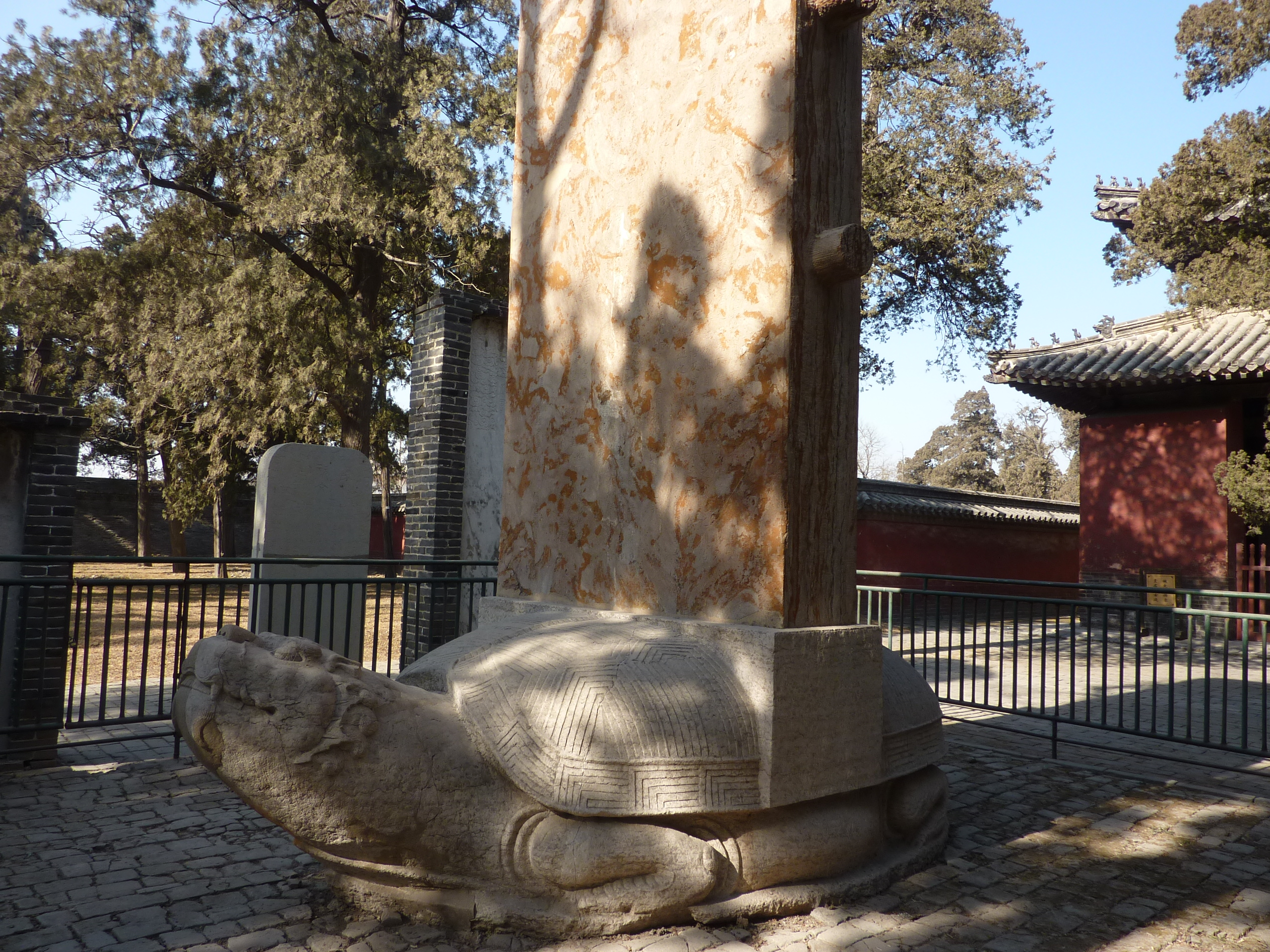
Hoằng Trị năm thứ 17 (1504)
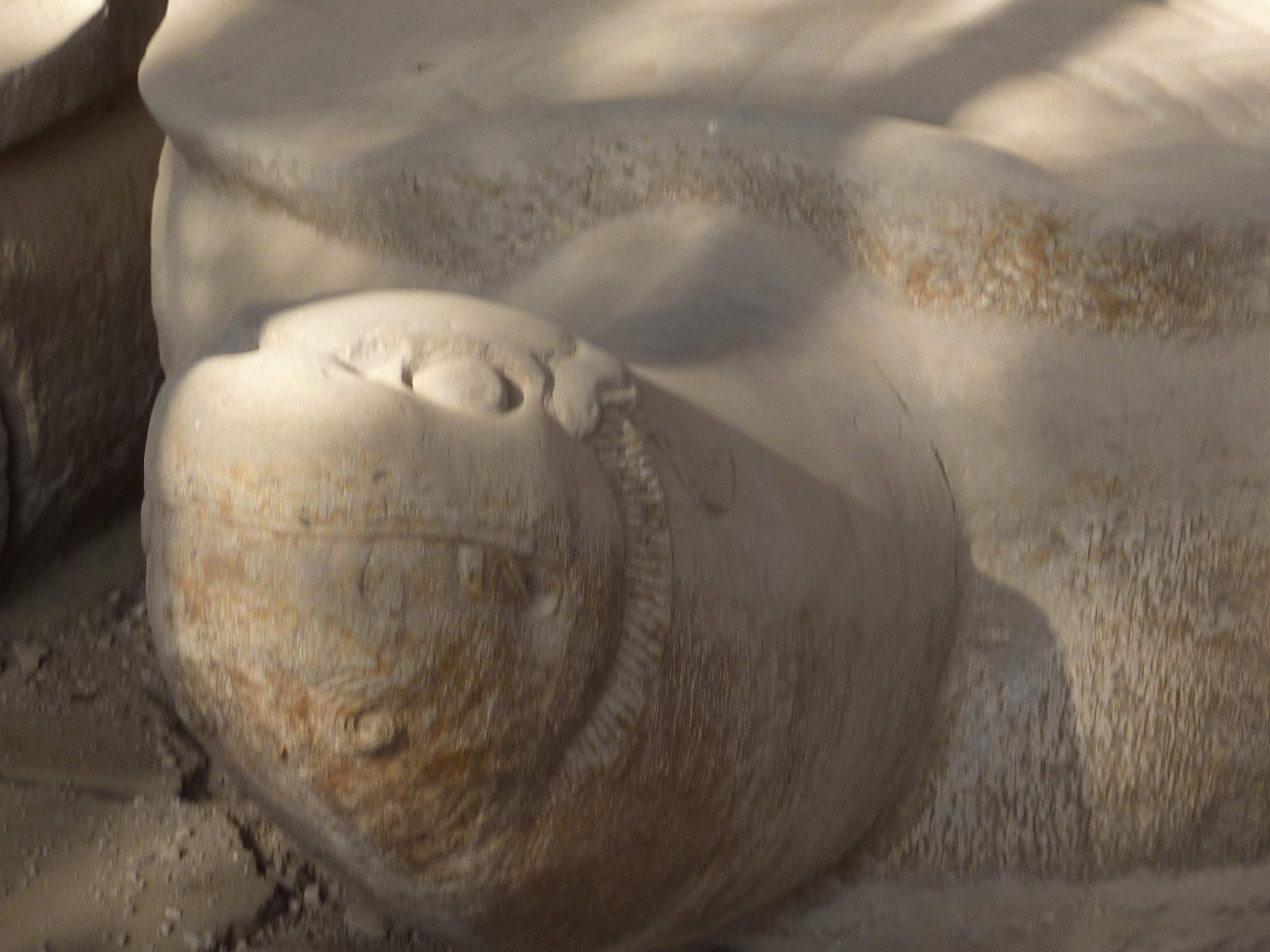
Thuận Trị năm thứ 8 (1651)
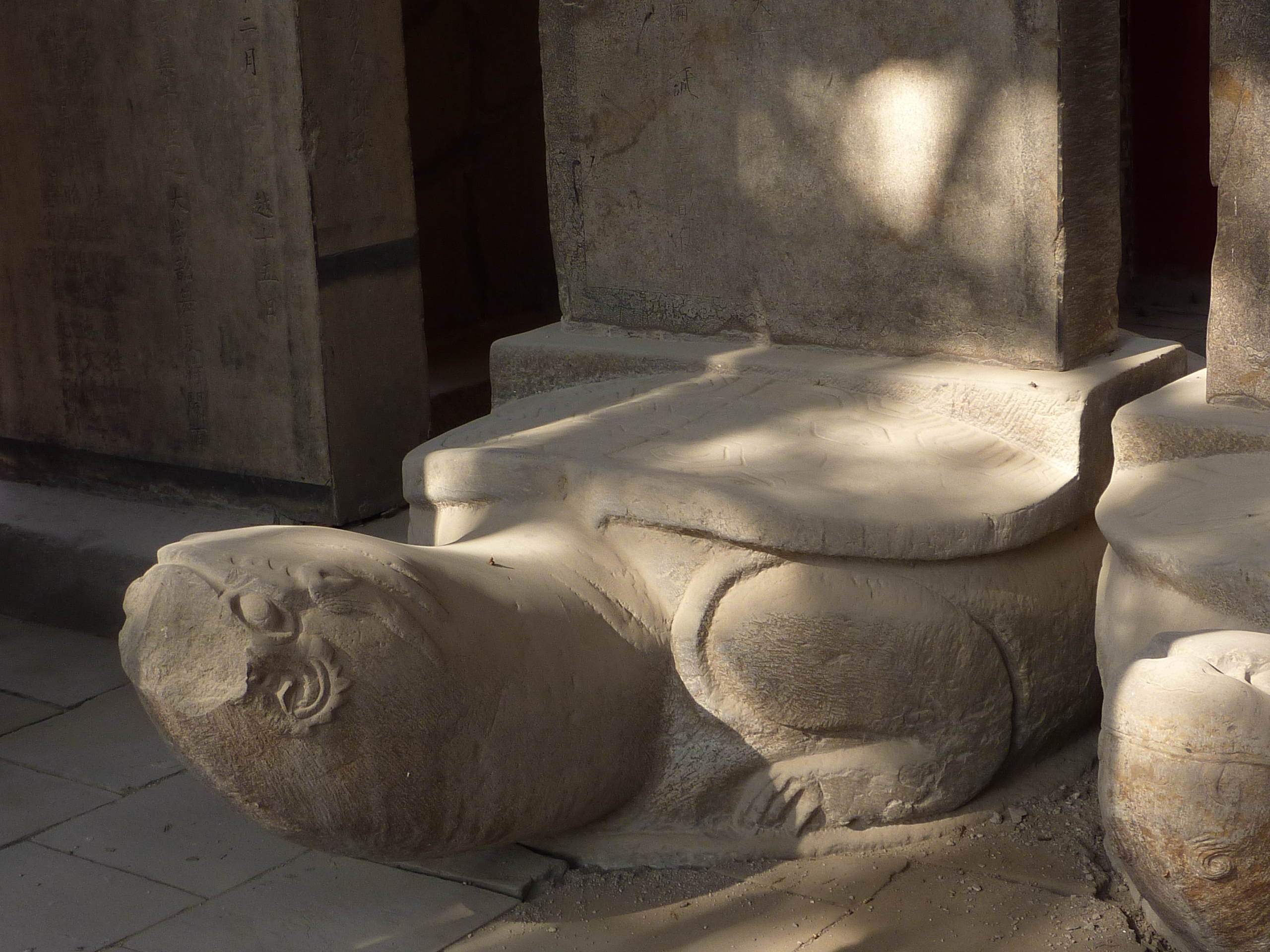
Khang Hy năm thứ 7 (1668)
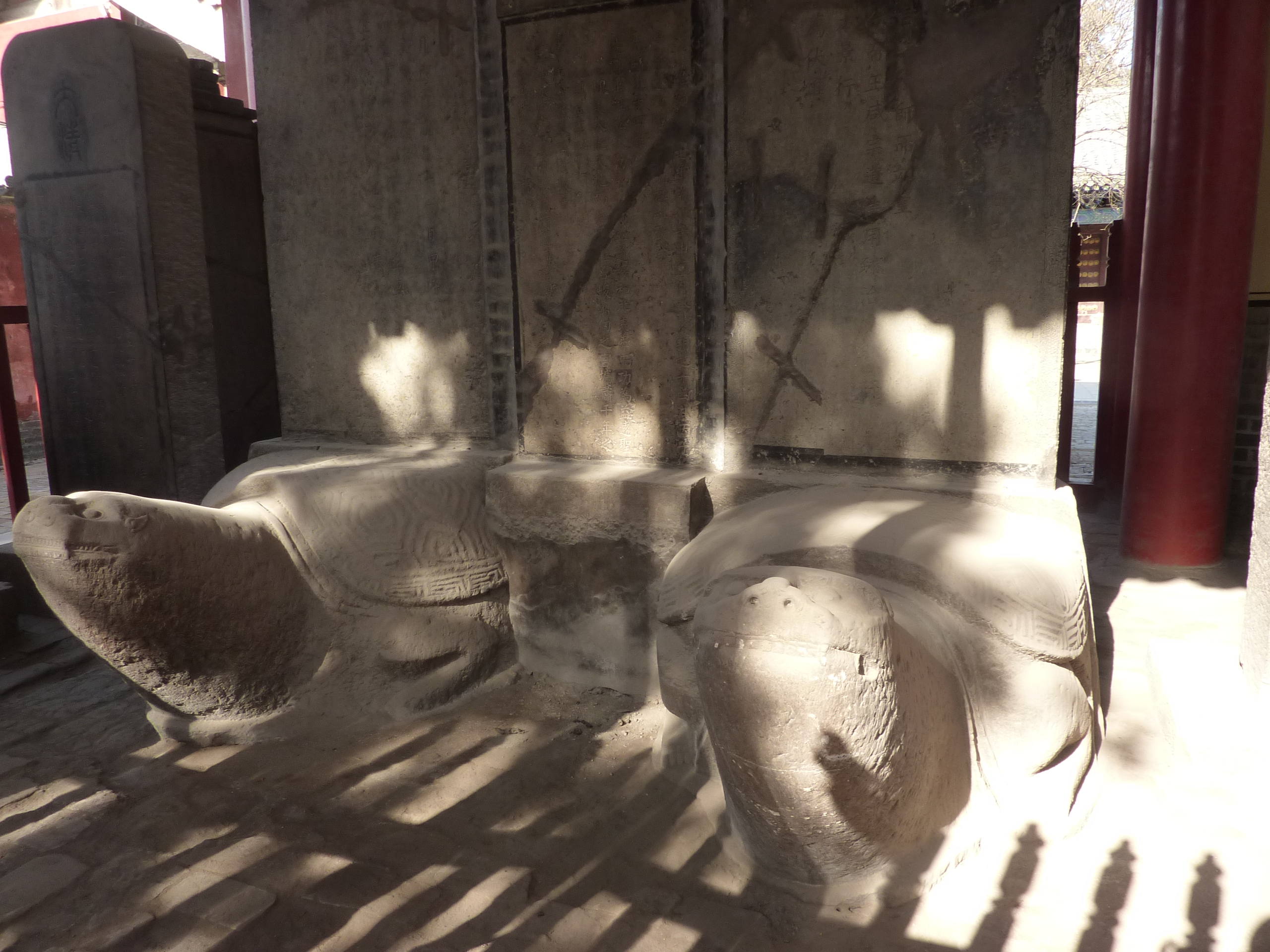
Khang Hy năm thứ 15 (1676; phải), Khang Hy năm thứ 21 (1682; trái)
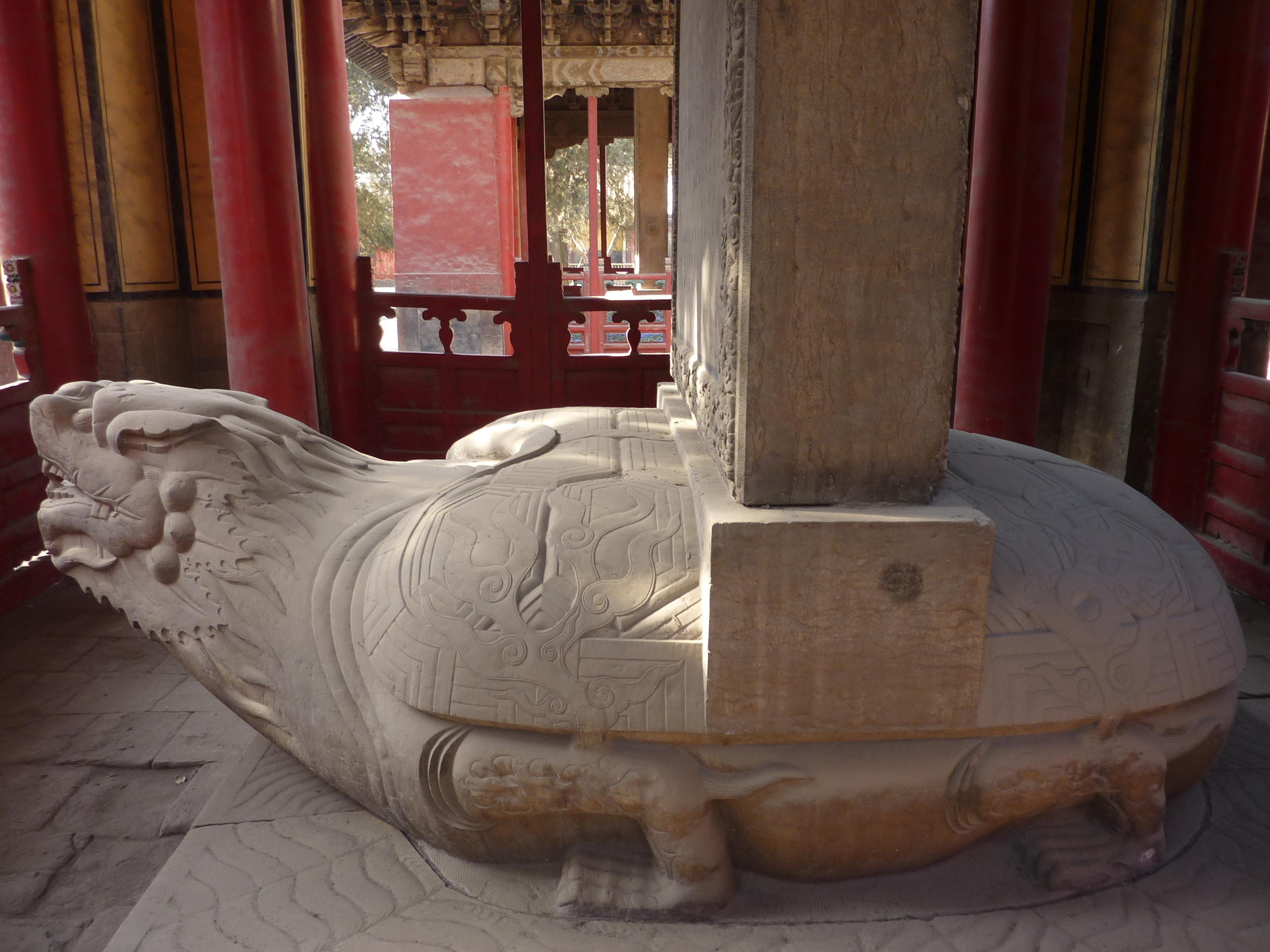
Khang Hy năm thứ 22 (1683)
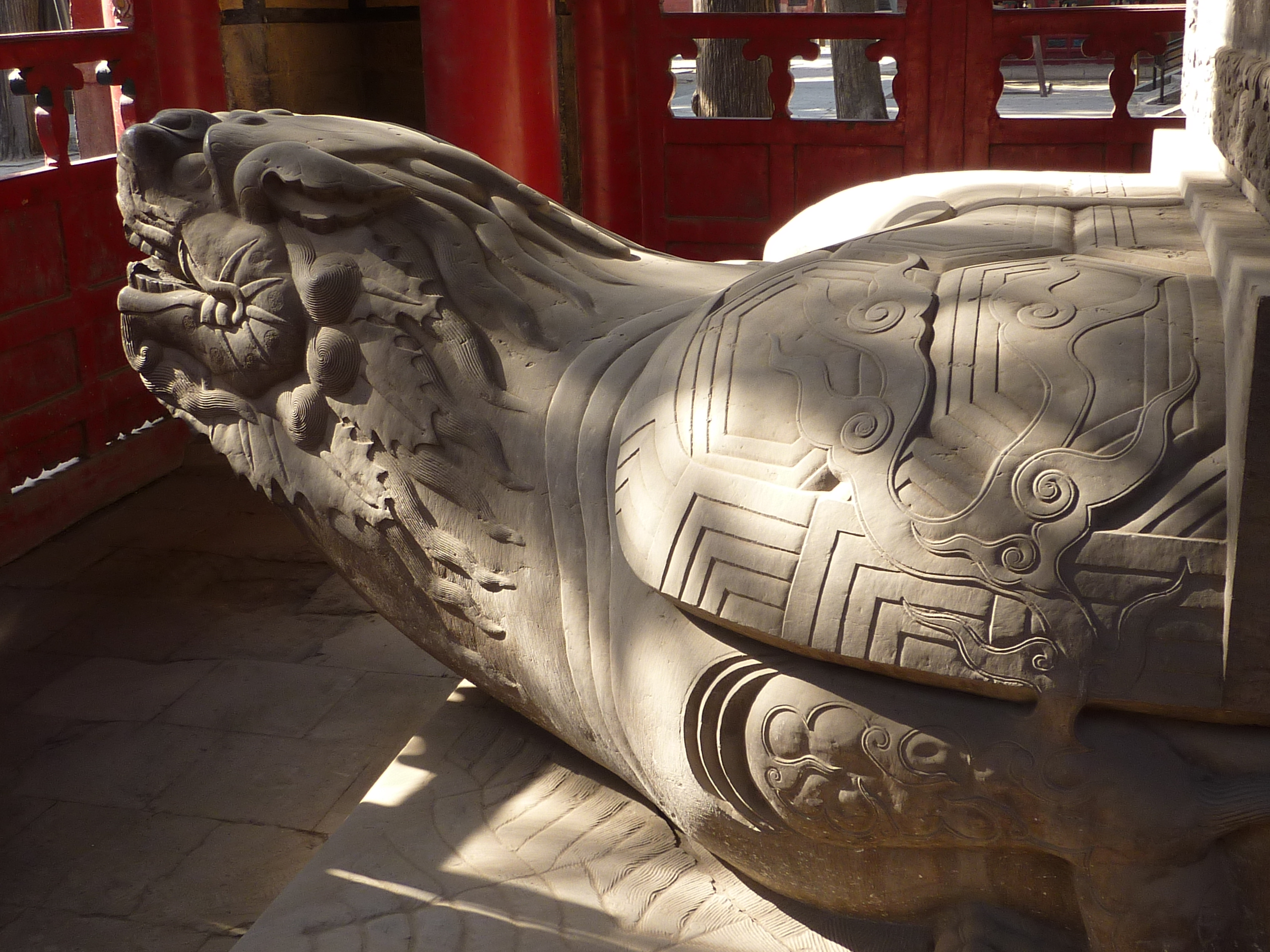
Khang Hy năm thứ 25 (1686)
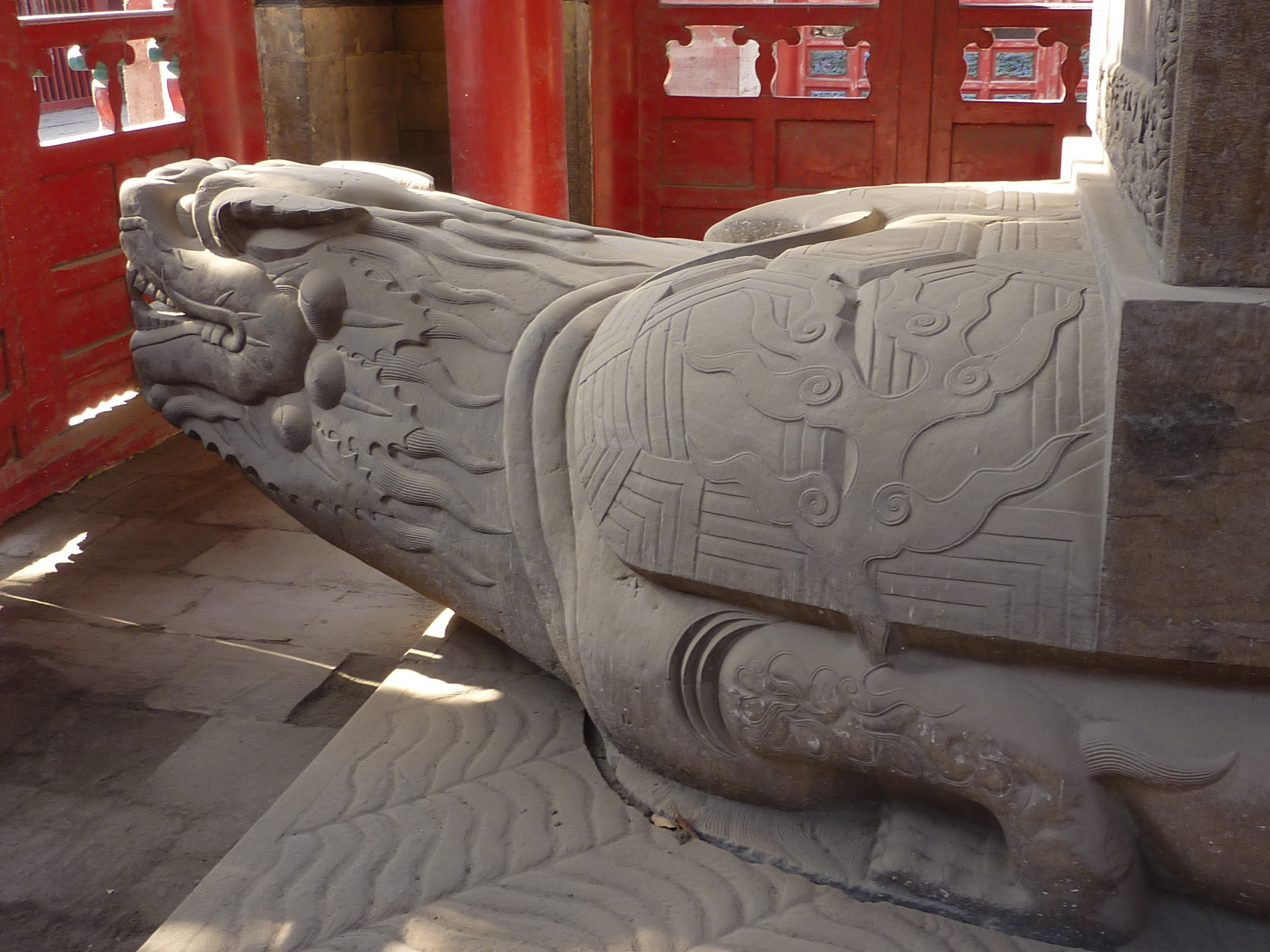
Ung Chính năm thứ 8 (1730)
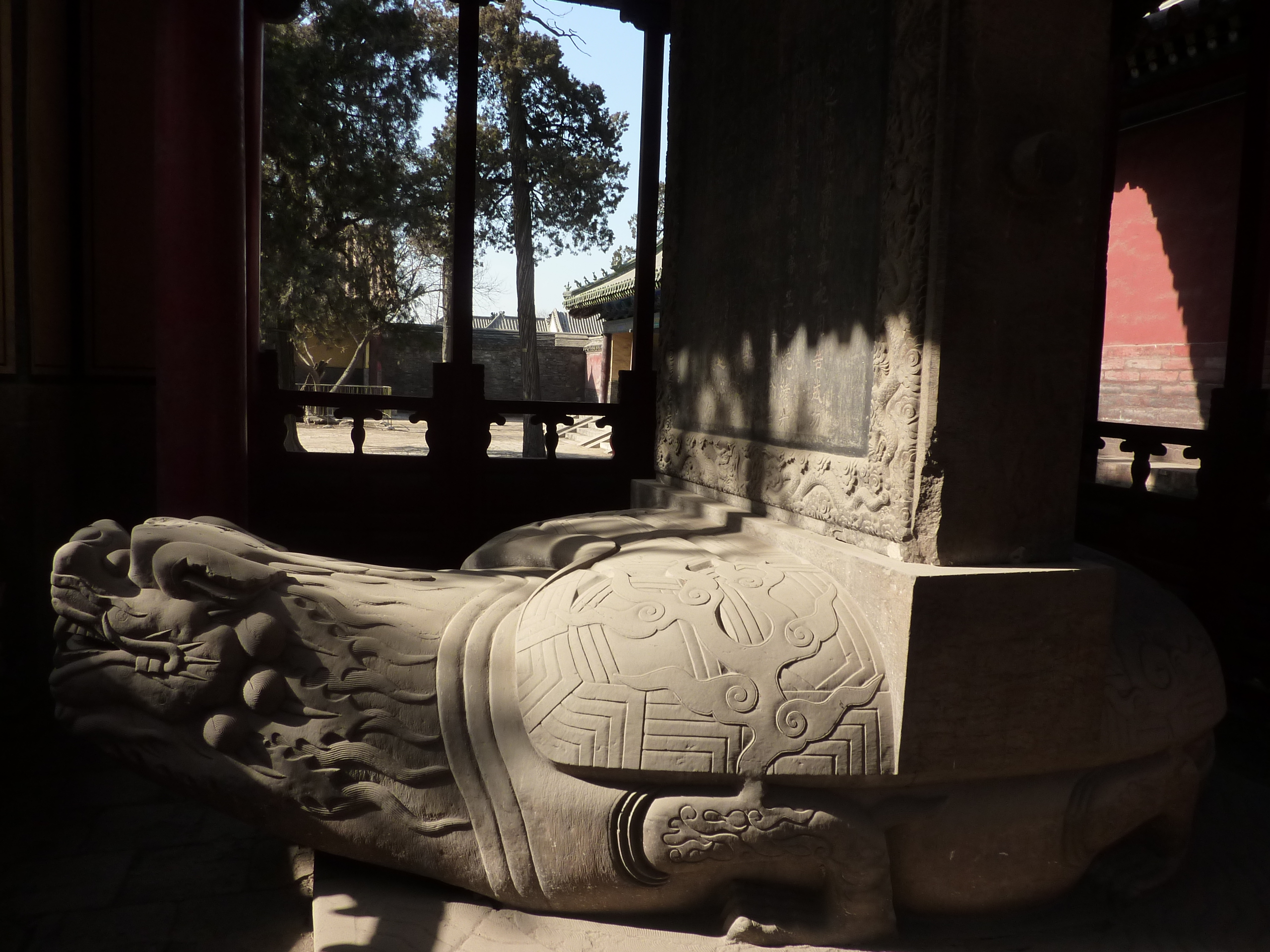
Ung Chính năm thứ 8 (1730)
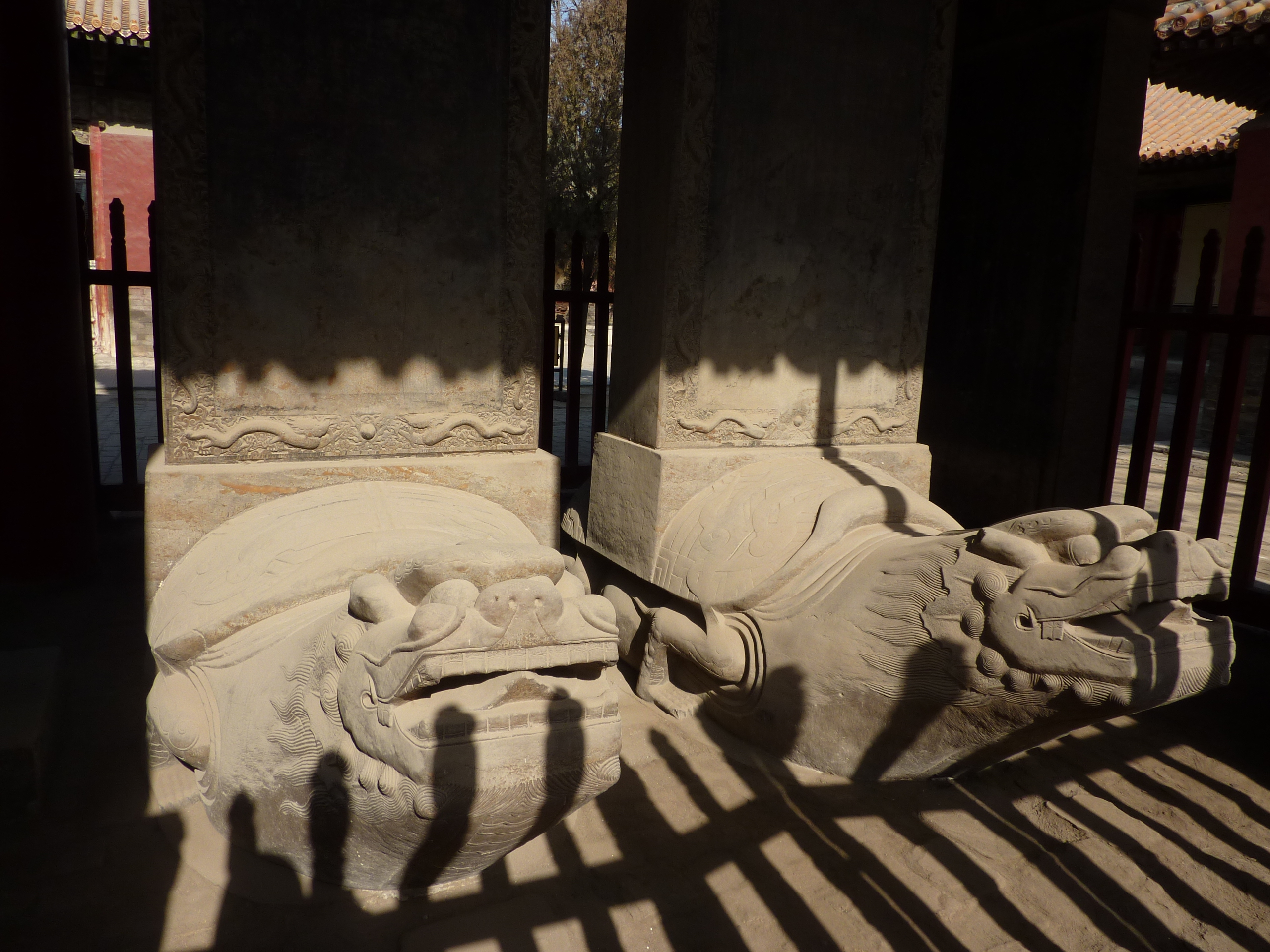
Ung Chính năm thứ 8 (1730)
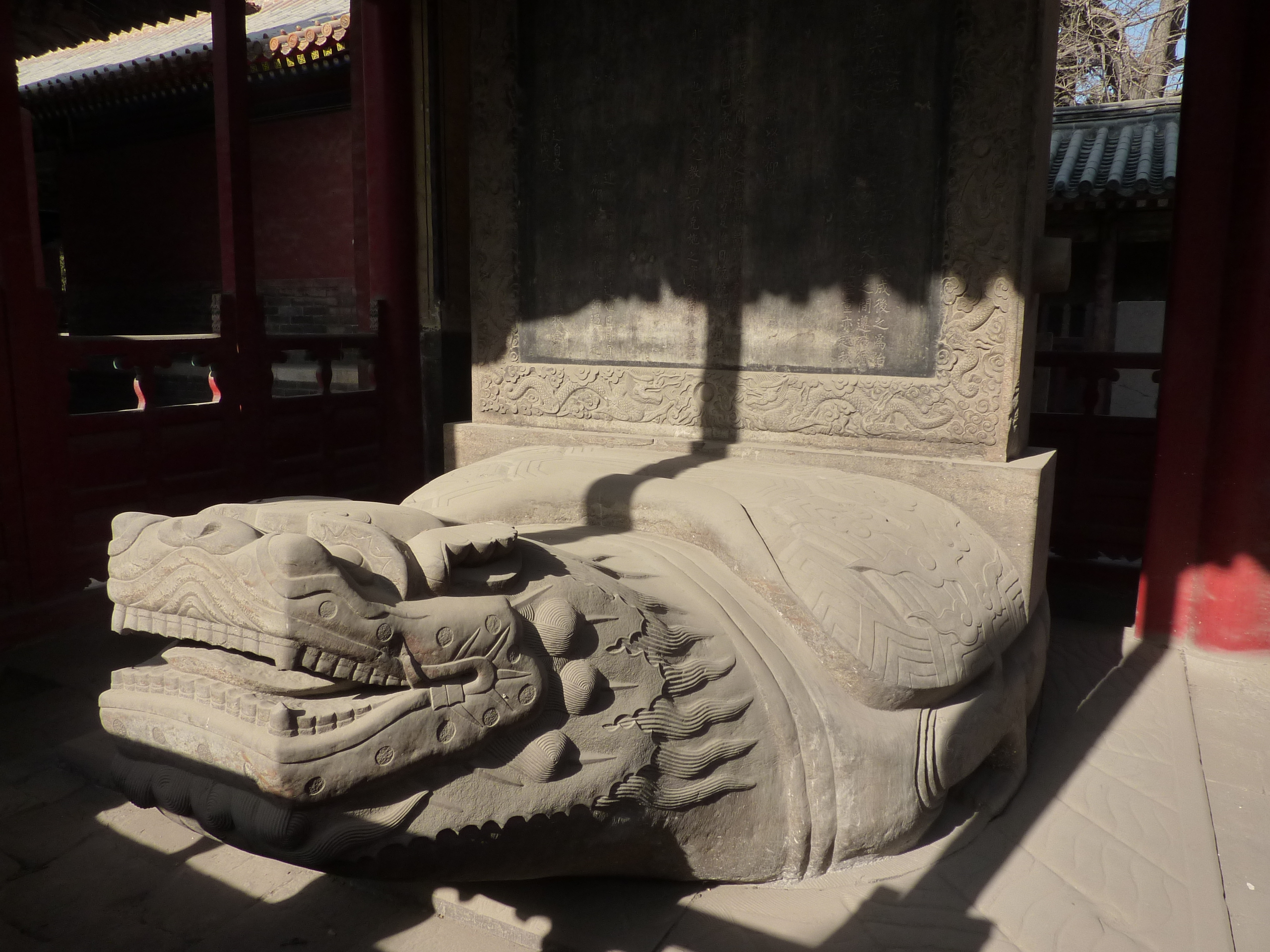
Càn Long năm thứ 13 (1748)
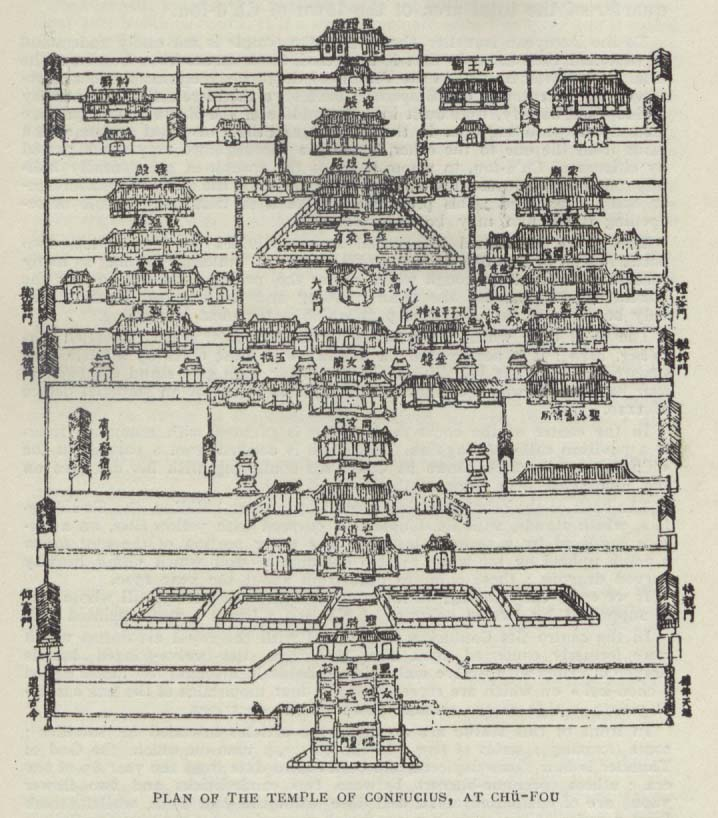
Bản vẽ Đền thờ năm 1912
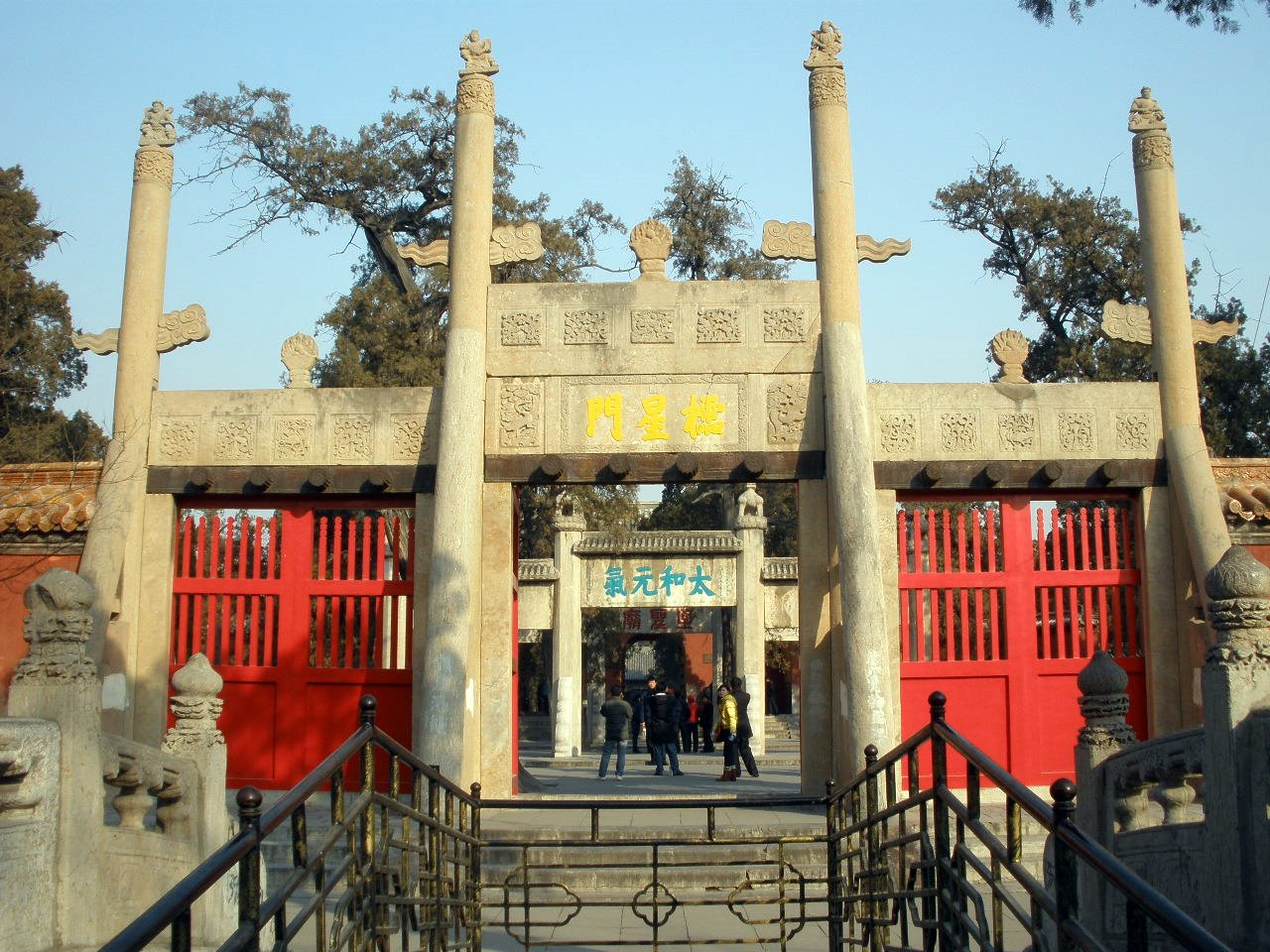
Linh Tinh môn